# Macromitrium sclerodictyon
Macromitrium sclerodictyon là một loài rêu trong họ Orthotrichaceae. Loài này được Cardot mô tả khoa học đầu tiên năm 1915.